# 人形の家 (弘田三枝子の曲)
「人形の家」（にんぎょうのいえ）は、1969年7月1日に発売された弘田三枝子のシングル（規格品番：P-65）。

## 解説
オリコンチャート：57.1万枚。
累計売上は100万枚を突破した。
この曲のヒットで、弘田三枝子は2年ぶりに『第20回NHK紅白歌合戦』への出場を果たした。
第11回日本レコード大賞歌唱賞を受賞。
1970年発売の弘田三枝子のアルバム『弘田三枝子'70 ポピュラー・ビッグ・ヒッツ!』では、H・ダーナンの英訳詞で「人形の家」（英題：Ballade of Doll's House）を歌唱している。
歌詞は表向きは男女の恋愛を歌った歌だが、見捨てられた満州引揚者の心情をひそかに込めた。「愛されて、捨てられて、忘れられた部屋の片隅。私はあなたに命をあずけた」

## 収録曲
※原出典においては「作詞」が「作詩」と表記されている。
- 両楽曲共に、作詞：なかにし礼／作曲・編曲：川口真

1. 人形の家 [3:13]
2. あなたがいなくても [3:03]

## 収録作品
- 人形の家　
  - エッセンシャル・ベスト
  - ドーナツ盤メモリー 弘田三枝子（カラオケ）
- あなたがいなくても
  - ドーナツ盤メモリー 弘田三枝子

### カバー
50音順
- 麻丘めぐみ - アルバム『めぐみの休日』に収録（2009年）
- アサヒ（Little Glee Monster） - アルバム「Little Glee Monster」収録（2014年）
- 彩輝なお - 宝塚歌劇団OGアルバム「麗人 REIJIN -Showa Era-」（2015年）収録[3]
- 市川由紀乃 - アルバム『唄女II〜昭和歌謡コレクション』に収録（2017年）
- 内田あかり - シングル「今夜だけ」のカップリング曲（2012年）
- クミコ - アルバム「美しい時代のうた〜クミコ　コロムビア カヴァーズ』に収録（2014年）
- 桑田佳祐 - ライブビデオ『平成三十年度! 第三回ひとり紅白歌合戦』に収録（2019年）
- 桂銀淑 - アルバム「桂銀淑選曲集」に収録（1990年）
- 徳永英明 - アルバム「VOCALIST VINTAGE」に収録（2012年）
- 西田あい - アルバム「あいの唄〜Love Songs〜」に収録[4]（2015年）
- 氷川きよし - アルバム『新・演歌名曲コレクション6 -碧し-』に収録（2017年）
- Lil' Fang（FAKY）- テレビドラマ『リカ〜リバース〜』（2021年）及び映画『リカ〜自称28歳の純愛モンスター〜』（2021年）挿入歌
- 三山ひろし - アルバム『歌い継ぐ!日本の流行歌 パート2』に収録（2021年）
- 吉井和哉 - アルバム『ヨシー・ファンクJr. 〜此レガ原点!!〜』に収録（2014年）

### 映像・漫画
- サザエさん - 1969年12月14日放送の「年の暮れご用心」で作中に曲が流れる。
- チビラくん - 25話で作中に曲が流れる。
- 天才バカボン - 原作作中で射田巡査が歌う。
- バロム・1 - 原作作中で松五郎おじさんが歌う。